# August Gaul

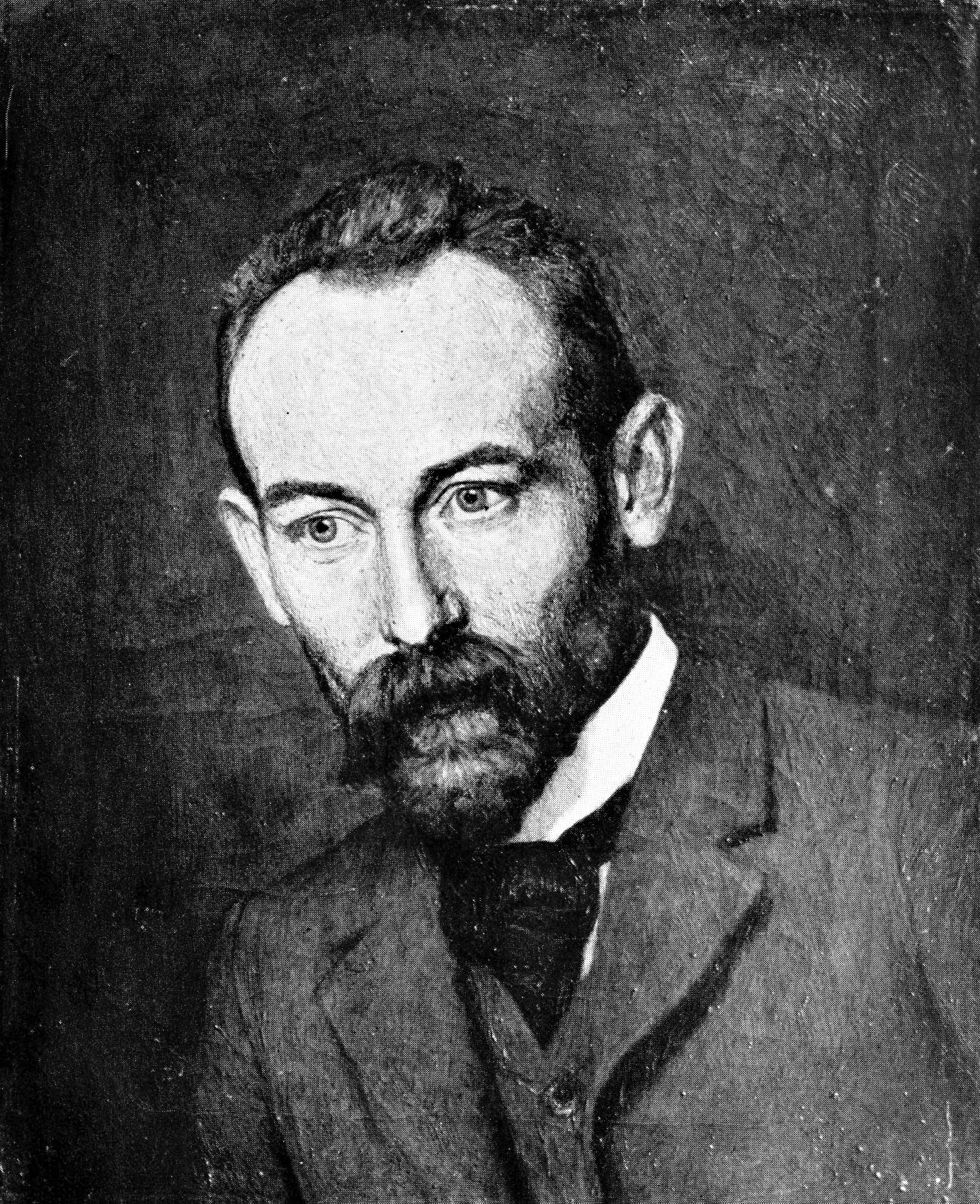
August Gaul, porträtt av Alois Metz.

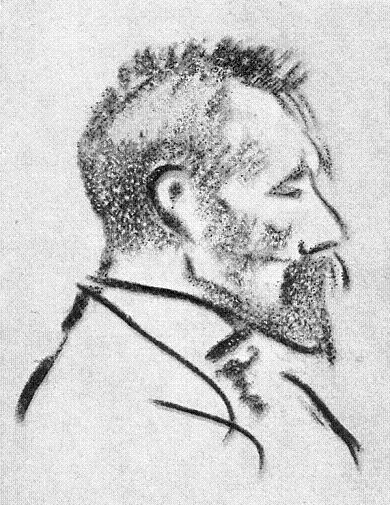
August Gaul, porträtt av Heinrich Zille

August Gaul, född 1869, död 1921, var en tysk bildhuggare.
August Gaul var lärjunge till Reinhold Begas, och utvecklade sig snart till en av tidens största djurskulptörer. Ett grundligt naturstudium och en ypperlig stiliseringsförmåga visar sig i hans monumentalplastik liksom i hans mindre skulpturer i terrakotta och porslin. Den så kallade Björnbrunnen vid Wertheims varuhus i Berlin och gruppen Vilande får är ett par av hans bästa verk. Gaul är representerad på Nationalmuseum med ett huvud, Merkurius.

## Verk i urval
- Kämpande visenter, 1912, Kaliningrad i Ryssland

## Bildgalleri

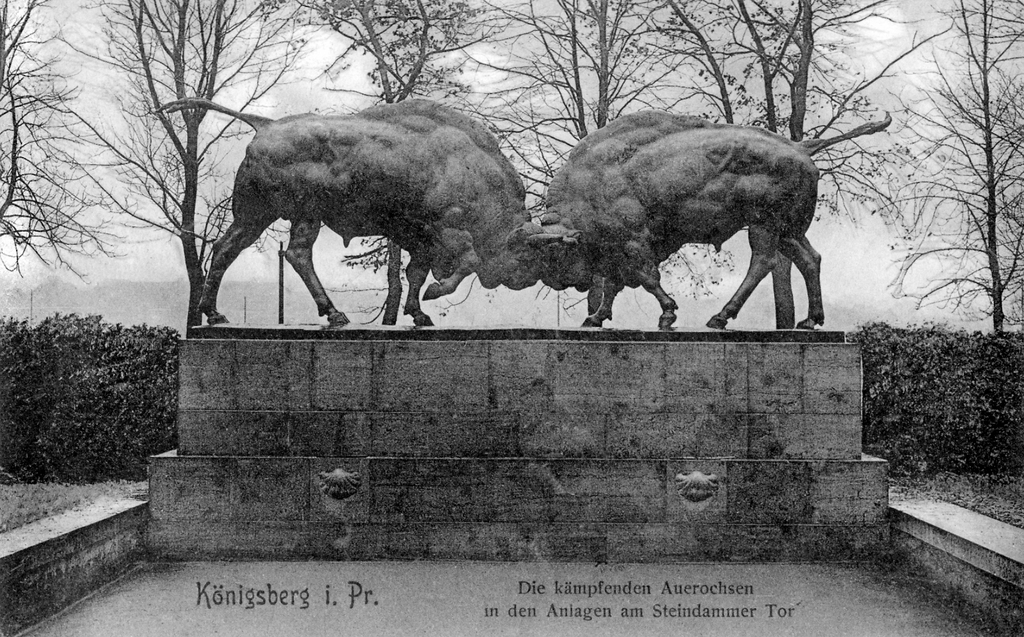
Kämpande visenter i dåvarande Königsberg i Ostpreussen på vykort från 1912
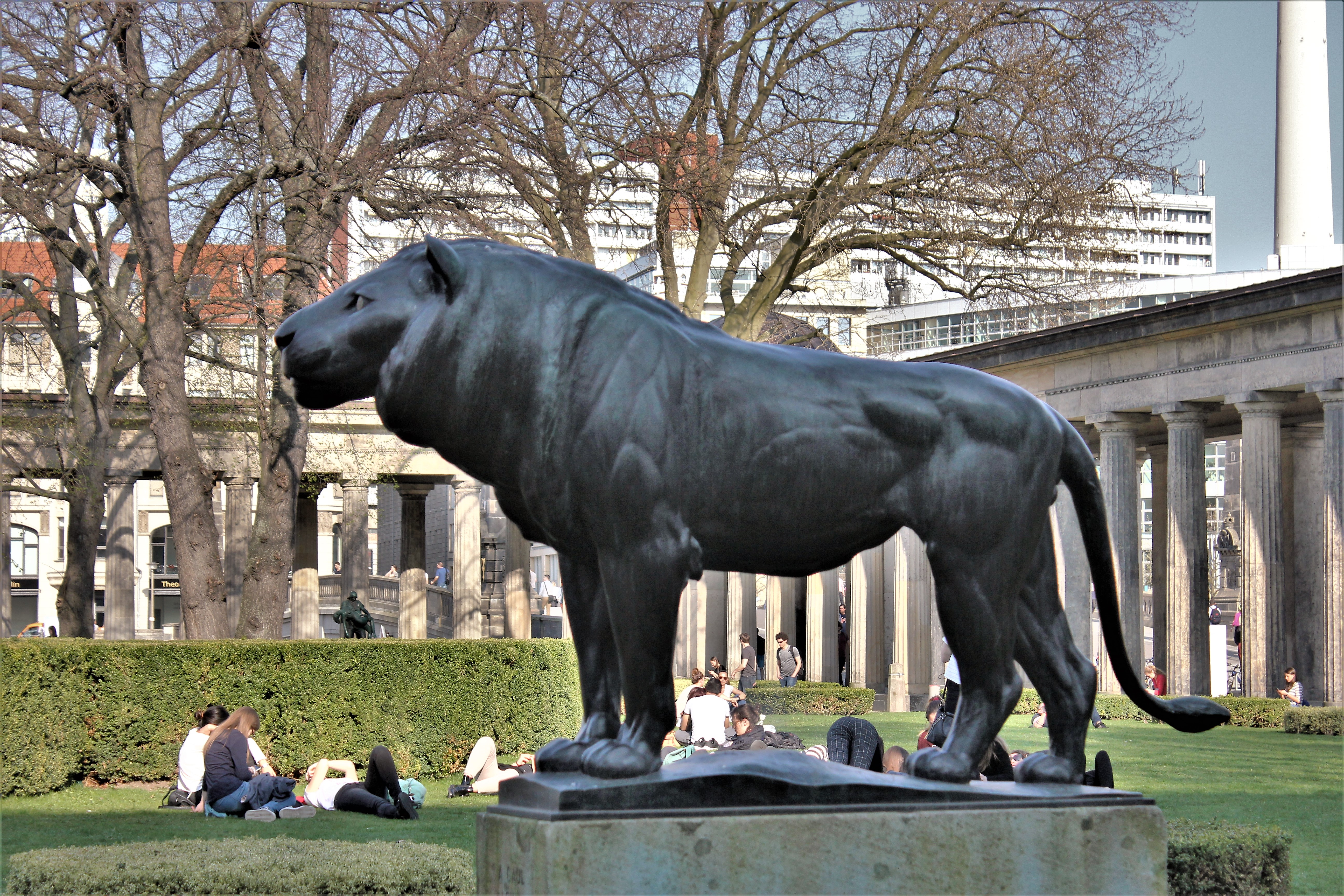
Lejonskulptur i Berlin
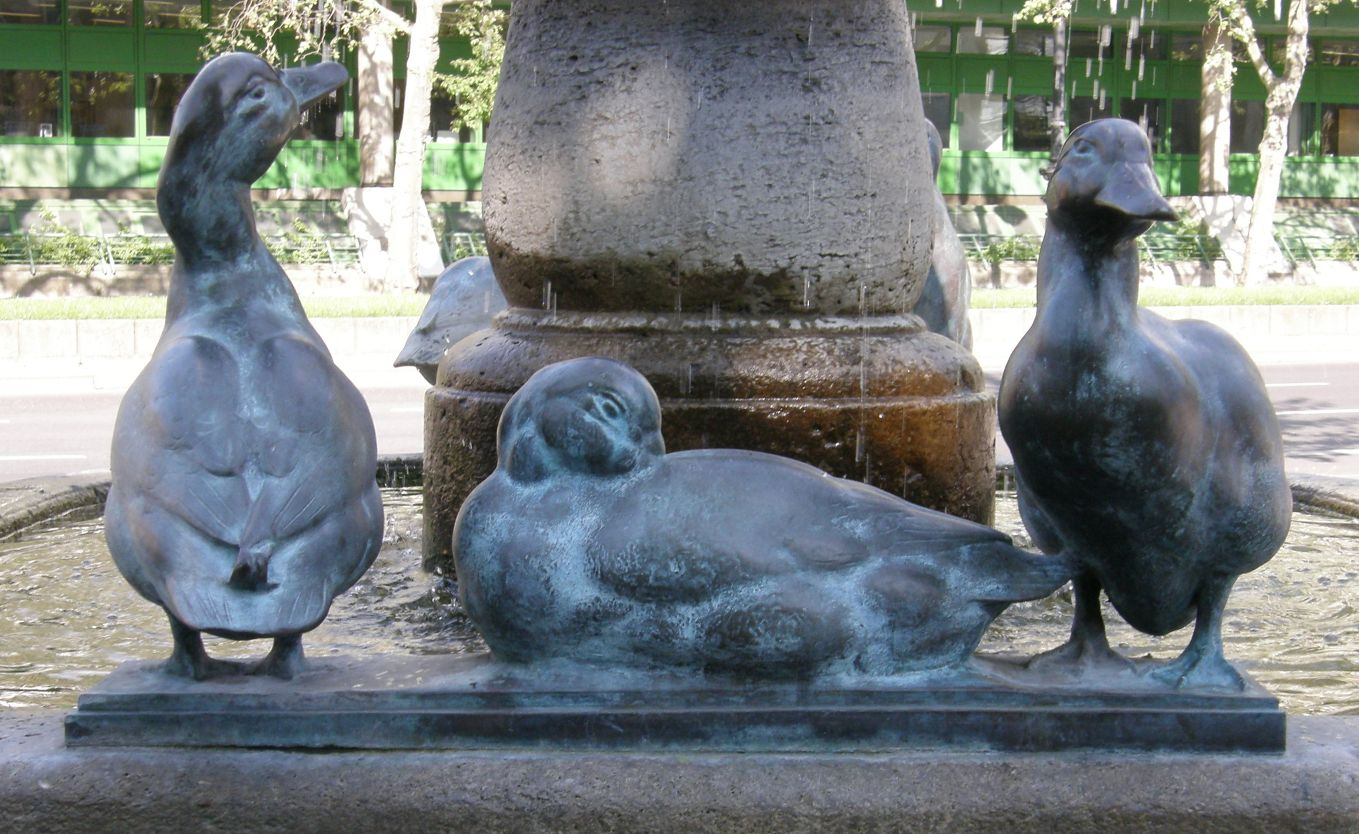
Andfontänen i Berlin
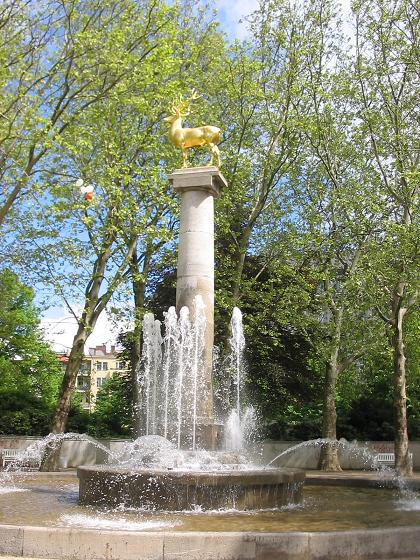
Kronhjort i Rudolph-Wilde-Park i Berlin
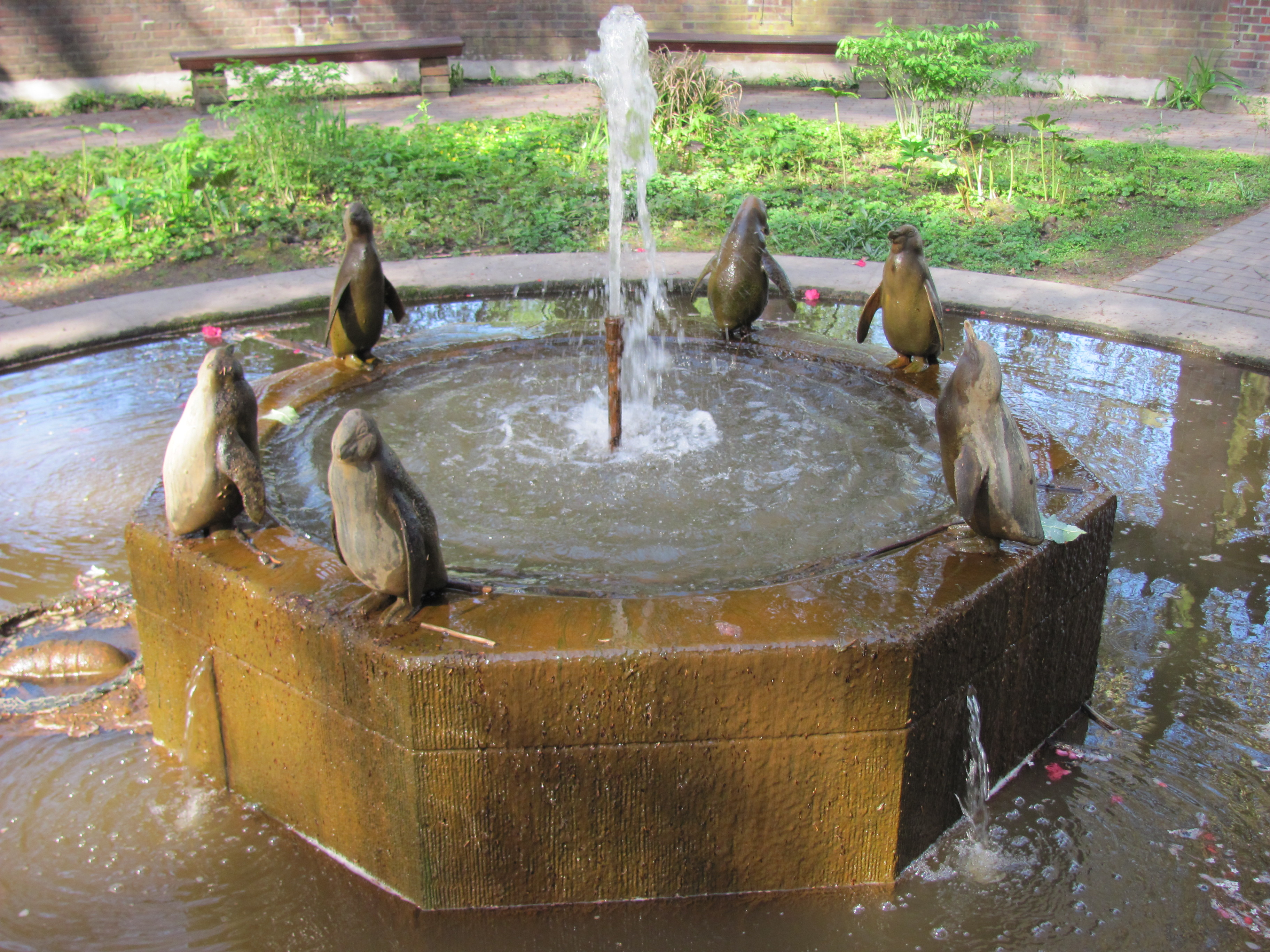
Pingvinfontänen i Hamburg